# Mellicta minor
Mellicta minor är en fjärilsart som beskrevs av Eugen Johann Christoph Esper 1784. Mellicta minor ingår i släktet Mellicta och familjen praktfjärilar. Inga underarter finns listade i Catalogue of Life.